# Oria (fleuve)
Pour les articles homonymes, voir Oria.
L'Oria est un fleuve au Guipuscoa, dans la Communauté autonome basque en Espagne.

## Affluents
Ses affluents sont les rivières suivantes : 
- Agauntza
- Amezketa
- Araxes
- Zelai
- Urtsuaran
- Asteasu
- Leitzaran

## Localités traversées

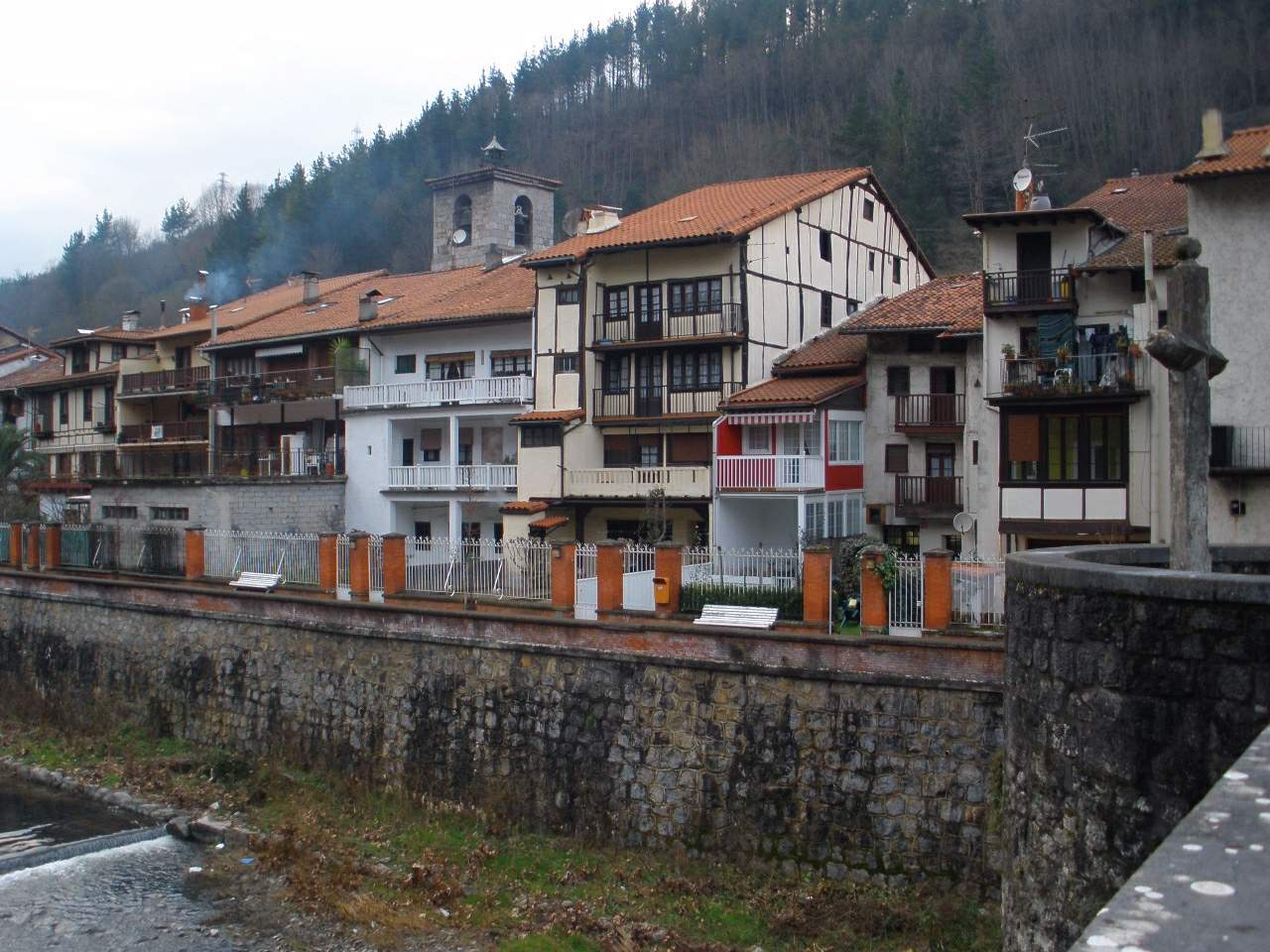
Ville d'Alegria traversé par l'Oria

Cette rivière traverse les localités de Zegama, Segura, Olaberria, Beasain, Villafranca de Ordicia, Isasondo, Legorreta, Ikaztegieta, Alegria de Oria, Tolosa, Anoeta, Irura, Villabona, Cizúrquil, Aduna, Andoain, Lasarte-Oria, Usúrbil et Orio, où elle se jette dans la mer Cantabrique.
C'est une rivière qui a subi une grande pollution due au grand nombre d'industries installées sur ses rives ; principalement dans le domaine de la pâte à papier. Mais ces dernières années[Quand ?], elle a été peu à peu assainie.